# Rationelle forventninger
Teorien om rationelle forventninger (også kaldet modelkonsistente forventninger) blev udviklet i 1960'erne i økonomi, mere specifikt i makroøkonomi. I dag er det den mest anvendte antagelse til at repræsentere de økonomiske aktørers forventninger om fremtiden i konstruktionen af makroøkonomiske modeller. Antagelsen indebærer, at aktørerne tager overvejelser om fremtiden med i betragtning, når de træffer deres beslutninger, og forsøger at forudsige denne, så godt de kan. Dette er ikke det samme som, at de kender fremtiden, men at de bruger den information, de har til rådighed, på den bedst mulige måde.
Det generelle princip om, at økonomiske aktører opfører sig rationelt, er gammelt. Det blev imidlertid først anvendt til at forklare, hvordan forventningsdannelsen om fremtidige forhold finder sted, af John Muth i 1961. At antage rationelle forventninger er en udvidelse af den hyppigt anvendte generelle antagelse om, at forbrugere og andre økonomiske aktører handler rationelt. Disse to begreber skal fortolkes som grænsetilfælde og ikke som en retvisende beskrivelse af den virkelighed, velfungerende økonomier befinder sig i. På samme måde som Max Webers tankegang om idealtypen i sociologien bruger økonomerne denne tilgang for at kunne være i stand til at identificere vigtige tendenser.

## Tidligere forestillinger
Hvis man tager højde for usikkerhed i en økonomisk model ved at antage, at aktører maksimerer deres forventede nytte, dvs. ser verden som probabilistisk, er det nødvendigt for fyldestgørende at kunne beskrive, hvordan en markedsøkonomi fungerer i sådan en situation, at tage hensyn til den måde, hvormed aktørerne danner deres forventninger til fremtidige økonomiske forhold som inflation, rente, indkomstniveau, osv. Da de fleste makroøkonomiske modeller i dag undersøger beslutninger under usikkerhed og over længere tidsperioder, bliver individuelle husholdningers og virksomheders såvel som regeringernes forventninger om de fremtidige økonomiske betingelser en meget vigtig del af modellerne.
I hidtidige dynamiske modeller havde man typisk enten antaget statiske forventninger eller den lidt mere avancerede antagelse om adaptive forventninger. Ifølge denne vil aktørerne danne deres forventninger om, hvad der vil ske i fremtiden, baseret på hvad der er sket i fortiden.

## Lucas' bidrag
Robert Lucas indførte alternativet rationelle forventninger. Ideen er, at aktørerne er i stand til at drage fordel af al tilgængelig information til at danne deres forventninger og derfor ikke vil begå systematiske forventningsfejl, men i gennemsnit "ramme rigtigt" i deres forventninger til fremtiden. Denne antagelse skulle få vidtrækkende konsekvenser. Dette betyder ikke, at aktørerne er alvidende, bare at de har den samme viden om økonomien som modelbyggeren. Antagelsen betyder altså ikke, at de kan foretage perfekte forudsigelser, hvis der er usikkerhed tilstede, som jo typisk er situationen i virkelighedens verden.

## Betydning for den økonomiske modellering og beslutningsteori
I 1970'erne demonstrerede Robert E. Lucas og Thomas J. Sargent, at indførelsen af antagelsen om rationelle forventninger fik store konsekvenser for de økonomiske modellers konklusioner. Rationelle antagelser er et grundlæggende princip i den økonomiske teoriretning, der kaldes nyklassisk økonomi, som Lucas og Sargent er nogle af de fremmeste repræsentanter for. I de følgende årtier førte Lucas' og Sargents forskning til en fuldstændig omtænkning af makroøkonomiske modeller, sådan at man taler om "de rationelle forventningers revolution".
Lucas modtog Nobelprisen i økonomi i 1995 for sine bidrag til teorien om rationelle forventninger. Sargent modtog Nobelprisen i 2011.
Indførelsen af rationelle forventninger havde tre vigtige konsekvenser, som alle gik kraftigt ud over den hidtidige ældre keynesianske tankegang indenfor makroøkonomien:
1. De eksisterende makroøkonometriske modeller, der ikke havde indbygget rationelle forventninger, kunne ikke bruges til at designe økonomisk politik, fordi de antog at variable afhang af de nuværende og tidligere værdier af andre økonomiske variable, herunder også variable for den økonomiske politik. Lucas argumenterede overbevisende for, at hvis den økonomiske politik ville ændre sig i forhold til tidligere, måtte det formodes også at påvirke aktørernes forventninger til fremtiden, men denne feedback-mekanisme, som kunne være ret afgørende, blev ikke afspejlet i de eksisterende modeller. Denne pointe, der er kendt som Lucas-kritikken, har blandt andet spillet en vigtig rolle i debatten om Phillipskurven[3] og i Danmark om traditionelle makroøkonometriske modeller som ADAM.

1. Rationelle forventninger betød også, at tilpasningsperioden til udefrakommende stød i de eksisterende økonomiske modeller generelt blev meget hurtigere, modsat den traditionelle keynesianske opfattelse. Konjunkturtilpasninger fik derfor mindre betydning, og i nogle nyklassiske modeller blev såvel finanspolitik som pengepolitik helt virkningsløs i det omfang, de kunne forudses af de økonomiske aktører. Kun uforudsete ændringer i variable som pengemængden kunne påvirke aktivitetsniveauet i økonomien.[3]

1. En tredje implikation var af mere teknisk karakter for de økonomiske forskere. Når folks adfærd i dag afhænger af, hvad de tror, der vil ske i morgen, bliver økonomisk politik ikke et spørgsmål om at kontrollere et komplekst, men passivt system. I stedet kan det opfattes som et "spil" mellem politikerne og økonomiens øvrige aktører, og spilteori bliver derfor et vigtigt værktøj for forskere, der vil forsøge at afdække konsekvenserne af økonomisk politik. Det introducerer helt nye synsvinkler og problemstillinger (bl.a. tidsinkonsistens) i den økonomiske forskning.[3]

## Rationelle forventninger og udviklingen i den makroøkonomiske teorihistorie
Rationelle forventninger var oprindelig et afgørende stridspunkt mellem nyklassikerne og de tidligere keynesianske tanker. Ideen vandt efterhånden ret bred tilslutning indenfor fagøkonomernes rækker. Det førte i 1980'erne til, at der fremstod en ny vigtig gruppering, nemlig nykeynesianerne. De tilsluttede sig flere af nyklassikernes synspunkter, først og fremmest antagelsen om rationelle forventninger, men kombinerede denne med de oprindelige keynesianeres opfattelse af vigtigheden af langsom pristilpasning og eksistensen af forskellige vigtige markedsfejl som eksempelvis asymmetrisk information. I disse nykeynesianske modeller spillede konjunkturfluktuationer og tiltag som finans- og pengepolitik fortsat en vigtig rolle.
I det tidlige 2000-tal konvergerede den makroøkonomiske teori efterhånden mod en form for syntese mellem nyklassisk og nykeynesiansk tankegang. Da begge grupperne var tilhængere af at forudsætte rationelle forventninger i deres modeller, blev denne form for forventningsdannelse den altdominerende indenfor makroøkonomien. Antagelsen er imidlertid blevet udfordret fra anden side, nemlig fra adfærdsøkonomien, som efterhånden har fået større indflydelse på mainstream-økonomien. Teorien om rationelle valg i økonomi modsiges nemlig i nogle tilfælde af forskning, der involverer social psykologi (adfærdsøkonomi, socioøkonomi og neuroøkonomi). Det har bl.a. ført til indførelsen af nyere begreber som kognitiv bias og følelsesmæssig bias. Disse afvigelser, der har indflydelse på beslutningsprocessen, kan være individuelle eller kollektive (et resultat af gruppe-effekter). Sidstnævnte har en stærk indflydelse på den økonomiske udvikling. Teorien har sideløbende udviklet et forskningsprojekt om forventninger til begrænset rationalitet hos aktørerne.
Senest har finanskrisen medført, at mange makroøkonomer har sat fornyet spørgsmålstegn ved, om forventningsdannelsen i de hidtidige modeller er rimelig, og skabt fornyet interesse for alternative hypoteser om begrænset rationalitet.